# 코스파니엘
| 코스파니엘cospaniel |                                                                                                   |
|                     |                                                                                                   |
| 산업 분야           | 화장품                                                                                            |
| 국가                | 대한민국                                                                                          |
| 본사 소재지         | 경기도 수원시 영통구 대학4로 32 (이의동) B101호                                                   |
| 제품                | 쿠피PDRN연어앰플, 쿠피연어DNA크림, 쿠피펩타이드워터에센스, 쿠피스피루리나앰플, 쿠피스피루리나크림 |
| 웹사이트            | https://www.cospaniel.com                                                                         |

코스파니엘(Cospaniel)은 대한민국의 화장품 제조회사다.

## 코스파니엘 소개
아름다운 이유와 가치를 새롭게 창조하는 기업으로 "미(美)를 기초로한 TOATAL COSMETLC 전문 기업으로써, 아름다운 이유와 가치를 새롭게 창조해나간다는 가치관이 담겨있다.
기업 마스코트인 COCKER SPANIEL과 같이 '활력' '적극' '즐거움' '궁금' '창의'라는 모토를 가지고 아름다움을 창조하는 브랜드이다. 코스파니엘은 모든 피부고민을 해결해주기 위한 매개체로 호기심으로 더 새로운 결과물을 창조한다는 에너지를 브랜드와 제품에 녹였다.
코스파니엘은 영통구 대학로에 위치하여 그 곳에서 고객의 피부 건강을 유지하기 위해 직접 연구하고 실천하며 결과를 만드는 기업이다.

## 코스파니엘 히스토리
2018년 1월 11일 설립된 코스파니엘은 화장품 제조회사다.

2018.01 – 벨기에,프랑스,캐나다(유럽국가) 카르푸 PB상품 런칭(INSTACOCOONING)
2018.02 – 캐나다(PERSENELLE) PB상품 런칭
2018.03 – WATSON ICI PARIS XL PB상품 런칭
2018.04 – HEMA PB (COSMETIC) 계약
2018.05 – 패션코리아 익스트림모션 제품 런칭
2018.06 – 카르푸 신제품 런칭(SOIN CHOC)
2018.07 – HEMA 상품 출시
2018.10 – COOPY Project.1 PDRN Yeon-un Ampoule 출시
2018.10 – COOPY Project.2 Spirulina Ampoule 출시
2018.11 – 벤처기업 취득
2019.01 – COOPY Project.1 PDRN Yeon-un Ampoule 리뉴얼
2019.03 – 기업부설연구소 인정서 취득
2019.04 – COOPY Project.3 PEPTIDE 펩타이드 워터에센스 출시

## 코스파니엘 브랜드
코스파니엘에서 선보인 브랜드는 다음과 같다.
•쿠피(COOPY)